# Agis IV
Agis IV (ur. 262 p.n.e., zm. 241 p.n.e.) – król Sparty w latach 244-241 p.n.e., podczas gdy na drugim z dwóch tronów spartańskich zasiadał bogaty Leonidas II (254-235 p.n.e.), ojciec Kleomenesa III (235-222 p.n.e.).
Agis był marzycielem i rewolucjonistą, pragnął przywrócić Sparcie jej chwałę i dawną wielkość, jaką posiadała za półlegendarnego króla Likurga. Chciał wprowadzić dawny podział ziemi na równe działki, z których każdy obywatel miał posiadać jedną, nie praktykowane już wspólne posiłki, zaniedbane państwowe wychowanie, zniesienie długów oraz równość wszystkich Spartiatów. Był to plan rewolucji społecznej, której zaczęli obawiać się bogacze i możni w całej Grecji. Agis szybko przekonał do swych zamierzeń swoją matkę, Agesistratę, i babkę, Archidamię, kobiety zamożne i wpływowe, a następnie pozyskał swego wuja, Agesilaosa.
Przyjaciel Agisa, Lizander, został eforem w roku 243 p.n.e. i wystąpił z wnioskiem o podział ziemi. Wniosek odrzucono przewagą jednego głosu. Eforowie pozbawili wówczas władzy Leonidasa II, będącego przywódcą przeciwników reform Agisa. W następnym roku eforami zostali zwolennicy Leonidasa, jednak przyjaciele Agisa usunęli nowo wybranych eforów i wyznaczyli nowych, przychylnych Agisowi, z Agesilaosem na czele.
Agis skazał Leonidasa na wygnanie poza granice Sparty, do Tegei, i wraz z eforami zniósł długi. W tym czasie Aratos, strateg sojusznika Sparty, Związku Achajskiego, wezwał Agisa na pomoc przeciw Etolom. Król z wojskiem ruszył pod Korynt.
W czasie jego nieobecności rządy sprawował Agesilaos, który zraził do siebie wszystkich, którzy czekali na podział ziemi. Sytuację wykorzystał Leonidas, wkraczając na czele wojsk najemnych do Sparty. Kiedy Agis wrócił, zrozumiał, że ma do wyboru albo klęskę swych planów, albo wojnę domową. Mimo iż był pewien wierności swych żołnierzy nie zdecydował się na walkę, schronił się w świątyni Ateny, gdzie go schwytano, zaprowadzono do więzienia i postawiono pod sąd eforów. Kiedy Agis powiedział, że niczego nie żałuje i nie działał pod niczyim przymusem, został skazany na śmierć przez uduszenie. Razem z nim zamordowano jego matkę i babkę.
Agis IV jest głównym bohaterem powieści Haliny Rudnickiej pod tytułem „Król Agis” oraz dramatu Juliusza Słowackiego „Agezylausz”.